# Mistrzostwa Świata w Kajakarstwie 1995
27. Mistrzostwa świata w kajakarstwie odbyły się w dniach 15–20 sierpnia 1995 w Duisburgu.
Rozegrano 18 konkurencji męskich i 6 kobiecych. Mężczyźni startowali w kanadyjkach jedynkach (C-1), dwójkach (C-2) i czwórkach (C-4) oraz w kajakach jedynkach (K-1), dwójkach (K-2) i czwórkach (K-4), zaś kobiety w kajakach jedynkach, dwójkach i czwórkach. Liczba i rodzaj konkurencji nie zmieniły się od poprzednich mistrzostw.
Pierwsze miejsce w klasyfikacji medalowej wywalczyli reprezentanci Węgier.

## Medaliści

### Mężczyźni

#### Kanadyjki
| Konkurencja: | Złoto:                                                                   | Rezultat | Srebro:                                                                     | Rezultat | Brąz:                                                                            | Rezultat |
| C-1 200 m    | Nikołaj Buchałow                                                         | 42,757   | Thomas Zereske                                                              | 43,129   | Michał Śliwiński                                                                 | 43,360   |
| C-1 500 m    | Nikołaj Buchałow                                                         | 1:51,848 | Martin Doktor                                                               | 1:52,731 | Imre Pulai                                                                       | 1:53,044 |
| C-1 1000 m   | Imre Pulai                                                               | 4:03,58  | Martin Doktor                                                               | 4:04,71  | Ivans Klementjevs                                                                | 4:04,81  |
| C-2 200 m    | Węgry · György Kolonics · Csaba Horváth                                  | 38,825   | Niemcy · Mark Eschelbach · Thomas Zereske                                   | 38,825   | Bułgaria · Martin Marinow · Błagowest Stojanow                                   | 39,285   |
| C-2 500 m    | Węgry · György Kolonics · Csaba Horváth                                  | 1:42,741 | Mołdawia · Wiktar Raniejski · Nicolae Juravschi                             | 1:43,067 | Niemcy · Andreas Dittmer · Gunar Kirchbach                                       | 1:43,541 |
| C-2 1000 m   | Węgry · György Kolonics · Csaba Horváth                                  | 3:45,565 | Rumunia · Antonel Borșan · Marcel Glăvan                                    | 3:46,03  | Niemcy · Andreas Dittmer · Gunar Kirchbach                                       | 3:47,22  |
| C-4 200 m    | Węgry · Ervin Hoffmann · Csaba Horváth · György Kolonics · Attila Szabó  | 35,153   | Czechy · Petr Procházka · Tomáš Křivánek · Waldemar Fibigr · Roman Dittrich | 35,686   | Francja · Olivier Boivin · Sylvain Hoyer · Éric le Leuch · Benoît Bernard        | 35,702   |
| C-4 500 m    | Węgry · Ervin Hoffmann · Csaba Horváth · György Kolonics · Attila Szabó  | 1:34,197 | Rumunia · Marcel Glăvan · Antonel Borșan · Cosmin Pașca · Florin Popescu    | 1:34,197 | Bułgaria · Rumen Nikołow · Atanas Angełow · Stanimir Atanasow · Dimityr Atanasow | 1:35,910 |
| C-4 1000 m   | Rumunia · Marcel Glăvan · Antonel Borșan · Cosmin Pașca · Florin Popescu | 3:22,96  | Węgry · Gáspár Boldizsár · Ferenc Novák · Csaba Hüttner · György Zala       | 3:27,72  | Niemcy · Ulrich Papke · Patrick Schulze · Christian Gille · Jens Lubrich         | 3:27,05  |

#### Kajaki
| Konkurencja: | Złoto:                                                                         | Rezultat | Srebro:                                                                        | Rezultat | Brąz:                                                                               | Rezultat |
| K-1 200 m    | Piotr Markiewicz                                                               | 37,272   | Siarhiej Kalesnik                                                              | 37,145   | Renn Crichlow                                                                       | 37,682   |
| K-1 500 m    | Piotr Markiewicz                                                               | 1:40,135 | Knut Holmann                                                                   | 1:40,468 | Geza Magyar                                                                         | 1:40,585 |
| K-1 1000 m   | Knut Holmann                                                                   | 3:37,27  | Clint Robinson                                                                 | 3:37,99  | Lutz Liwowski                                                                       | 3:38,08  |
| K-2 200 m    | Stany Zjednoczone · Stein Jorgensen · John Mooney                              | 34,279   | Rumunia · Romică Șerban · Daniel Stoian                                        | 34,349   | Węgry · Zsolt Gyulay · Krisztián Bártfai                                            | 34,423   |
| K-2 500 m    | Włochy · Beniamino Bonomi · Daniele Scarpa                                     | 1:30,561 | Węgry · Zsolt Gyulay · Krisztián Bártfai                                       | 1:30,758 | Polska · Maciej Freimut · Adam Wysocki                                              | 1:31,531 |
| K-2 1000 m   | Włochy · Antonio Rossi · Daniele Scarpa                                        | 3:18,11  | Niemcy · Kay Bluhm · Torsten Gutsche                                           | 3:19,67  | Polska · Grzegorz Kotowicz · Dariusz Białkowski                                     | 3:19,99  |
| K-4 200 m    | Węgry · Krisztián Bártfai · Gyula Kajner · Antal Páger · Gábor Pankotai        | 31,227   | Rosja · Anatolij Tiszczenko · Oleg Gorobij · Siergiej Wierlin · Wiktor Denisow | 31,637   | Niemcy · Thomas Reineck · André Wohllebe · Jan Günther · Mark Zabel                 | 31,817   |
| K-4 500 m    | Rosja · Anatolij Tiszczenko · Oleg Gorobij · Siergiej Wierlin · Wiktor Denisow | 1:23,187 | Niemcy · Thomas Reineck · Detlef Hofmann · Mario von Appen · Mark Zabel        | 1:23,784 | Polska · Grzegorz Kotowicz · Marek Witkowski · Grzegorz Kaleta · Dariusz Białkowski | 1:23,790 |
| K-4 1000 m   | Niemcy · Detlef Hofmann · René Pflugmacher · Thomas Reineck · Mark Zabel       | 2:59,999 | Węgry · Zsolt Gyulay · Attila Ábrahám · Krisztián Bártfai · Gábor Szabó        | 3:00,969 | Polska · Piotr Markiewicz · Marek Witkowski · Adam Wysocki · Grzegorz Kaleta        | 3:02,475 |

### Kobiety

#### Kajaki
| Konkurencja: | Złoto:                                                                         | Rezultat | Srebro:                                                                  | Rezultat | Brąz:                                                                        | Rezultat |
| K-1 200 m    | Rita Kőbán                                                                     | 42,970   | Caroline Brunet                                                          | 43,177   | Anna Olsson                                                                  | 43,403   |
| K-1 500 m    | Rita Kőbán                                                                     | 1:50,978 | Caroline Brunet                                                          | 1:52,798 | Susanne Gunnarsson                                                           | 1:54,720 |
| K-2 200 m    | Kanada · Corrina Kennedy · Marie-Josée Gibeau                                  | 39,811   | Szwecja · Susanne Rosenqvist · Susanne Gunnarsson                        | 39,981   | Rosja · Łarisa Kosorukowa · Tatjana Tiszczenko                               | 40,238   |
| K-2 500 m    | Niemcy · Ramona Portwich · Anett Schuck                                        | 1:42,611 | Polska · Elżbieta Urbańczyk · Izabela Dylewska-Światowiak                | 1:42,751 | Szwecja · Susanne Rosenqvist · Susanne Gunnarsson                            | 1:42,867 |
| K-4 200 m    | Kanada · Caroline Brunet · Alison Herst · Corrina Kennedy · Marie-Josée Gibeau | 36,602   | Niemcy · Manuela Mucke · Ramona Portwich · Birgit Schmidt · Anett Schuck | 37,182   | Szwecja · Ingela Ericsson · Maria Haglund · Anna Olsson · Susanne Rosenqvist | 37,355   |
| K-4 500 m    | Niemcy · Manuela Mucke · Ramona Portwich · Birgit Schmidt · Anett Schuck       | 1:36,003 | Chiny · Xian Bangdi · Gao Beibei · Dong Ying · Zhang Qin                 | 1:37,492 | Węgry · Éva Dónusz · Kinga Czigány · Szilvia Mednyánszky · Rita Kőbán        | 1:38,102 |

## Klasyfikacja medalowa
| Miejsce | Państwo           | Złoto | Srebro | Brąz | Razem |
| ------- | ----------------- | ----- | ------ | ---- | ----- |
| 1       | Węgry             | 9     | 3      | 3    | 16    |
| 2       | Niemcy            | 3     | 5      | 5    | 13    |
| 3       | Kanada            | 2     | 2      | 1    | 5     |
| 4       | Polska            | 2     | 1      | 4    | 7     |
| 5       | Bułgaria          | 2     | 0      | 2    | 4     |
| 6       | Włochy            | 2     | 0      | 0    | 2     |
| 7       | Rumunia           | 1     | 3      | 1    | 5     |
| 8       | Rosja             | 1     | 1      | 1    | 3     |
| 9       | Norwegia          | 1     | 1      | 0    | 2     |
| 10      | Stany Zjednoczone | 1     | 0      | 0    | 1     |
| 11      | Czechy            | 0     | 3      | 0    | 3     |
| 12      | Szwecja           | 0     | 1      | 4    | 5     |
| 13      | Australia         | 0     | 1      | 0    | 1     |
| 13      | Białoruś          | 0     | 1      | 0    | 1     |
| 13      | Chiny             | 0     | 1      | 0    | 1     |
| 13      | Mołdawia          | 0     | 1      | 0    | 1     |
| 17      | Francja           | 0     | 0      | 1    | 1     |
| 17      | Łotwa             | 0     | 0      | 1    | 1     |
| 17      | Ukraina           | 0     | 0      | 1    | 1     |
|         | Razem             | 24    | 24     | 24   | 72    |